# Keisuke Itagaki
Keisuke Itagaki (jap. 板垣 恵 介 Itagaki Keisuke; ur. 4 kwietnia 1957 w Kushiro w prefekturze Hokkaido)) – japoński mangaka, autor serii Grappler Baki.